# Stanley-Cup-Playoffs 1970
Die Playoffs um den Stanley Cup des Jahres 1970 begannen am 8. April 1970 und endeten am 10. Mai 1970 mit dem 4:0-Sieg der Boston Bruins über die St. Louis Blues. Die Bruins gewannen damit ihren insgesamt vierten Titel und zugleich ersten seit 1941. Zudem hatten sie in Person von Phil Esposito den Topscorer und mit Bobby Orr den mit der Conn Smythe Trophy ausgezeichneten Most Valuable Player in ihren Reihen. Die St. Louis Blues hingegen unterlagen zum dritten Mal in Folge mit 0:4 im Endspiel und sorgten daher mit dafür, dass die Liga dieser Einseitigkeit zur nächsten Saison mit mehreren Änderungen entgegenwirkte. Bisher war aufgrund der Divisions- und Playoff-Struktur im Stanley-Cup-Finale immer die beste Mannschaft der Original Six gegen den stärksten Vertreter der Expansionsteams von 1967 angetreten, wobei St. Louis dreimal die Expansionsteams vertrat und jeweils chancenlos war. Zugleich stellte das Endspiel der Playoffs 1970 auch die vorerst letzte Finalteilnahme der Blues dar, ehe sie fast 50 Jahre später in den Playoffs 2019 ihren ersten Stanley Cup gewannen.
Ferner verpassten mit den Canadiens de Montréal und den Toronto Maple Leafs zum ersten Mal in der NHL-Geschichte alle kanadischen Teams die Playoffs, was erst 2016 (mit sieben Teams) erneut geschehen sollte. Darüber hinaus scheiterten die Canadiens zum ersten Mal seit 1948 bereits in der regulären Saison, sodass die zu diesem Zeitpunkt längste Serie von 21 aufeinander folgenden Playoff-Teilnahmen ein Ende fand. Gleichbedeutend damit wurden sie zum fünften amtierenden Stanley-Cup-Sieger der Ligahistorie, der die folgende post-season verpasste.

## Modus
Für die Playoffs qualifizierten sich die jeweils vier besten Teams der Eastern und der Western Division. Im Viertelfinale standen sich zuerst innerhalb einer jeden Division der Erste und der Dritte sowie der Zweite und der Vierte der Setzliste gegenüber. Die Halbfinals wurden dann ebenfalls innerhalb der Divisionen ausgetragen, sodass die beiden Divisionssieger das anschließende Stanley-Cup-Finale bestritten.
Alle Serien wurden dabei im Best-of-Seven-Modus ausgetragen, das heißt, dass ein Team vier Siege zum Weiterkommen benötigte. Das höher gesetzte Team hatte dabei in den ersten beiden Spielen Heimrecht, die nächsten beiden das gegnerische Team. Sollte bis dahin kein Sieger aus der Runde hervorgegangen sein, wechselte das Heimrecht von Spiel zu Spiel. So hatte die höher gesetzte Mannschaft in den Spielen 1, 2, 5 und 7, also vier der maximal sieben Spiele, einen Heimvorteil.
Bei Spielen, die nach der regulären Spielzeit von 60 Minuten unentschieden blieben, folgte die Overtime. Sie endete durch das erste erzielte Tor (Sudden Death).

## Qualifizierte Teams
| Eastern Division - (E1) Chicago Black Hawks - (E2) Boston Bruins - (E3) Detroit Red Wings - (E4) New York Rangers | Western Division - (W1) St. Louis Blues - (W2) Pittsburgh Penguins - (W3) Minnesota North Stars - (W4) Oakland Seals |

## Playoff-Baum
| Viertelfinale | Viertelfinale         | Viertelfinale       |    |                     | Halbfinale | Halbfinale | Halbfinale |  |  | Stanley-Cup-Finale | Stanley-Cup-Finale | Stanley-Cup-Finale |
|               |                       |                     |    |                     |            |            |            |  |  |                    |                    |                    |
| E1            | Chicago Black Hawks   | 4                   |    |                     |            |            |            |  |  |                    |                    |                    |
| E3            | Detroit Red Wings     | 0                   |    |                     |            |            |            |  |  |                    |                    |                    |
| E3            | Detroit Red Wings     | 0                   | E1 | Chicago Black Hawks | 0          |            |            |  |  |                    |                    |                    |
|               |                       |                     | E1 | Chicago Black Hawks | 0          |            |            |  |  |                    |                    |                    |
|               | E2                    | Boston Bruins       | 4  |                     |            |            |            |  |  |                    |                    |                    |
| E2            | E2                    | Boston Bruins       | 4  | Boston Bruins       | 4          |            |            |  |  |                    |                    |                    |
| E2            |                       |                     |    | Boston Bruins       | 4          |            |            |  |  |                    |                    |                    |
| E4            | New York Rangers      | 2                   |    |                     |            |            |            |  |  |                    |                    |                    |
| E4            | New York Rangers      | 2                   | E2 | Boston Bruins       | 4          |            |            |  |  |                    |                    |                    |
|               |                       |                     |    | Boston Bruins       | 4          |            |            |  |  |                    |                    |                    |
|               | W1                    | St. Louis Blues     | 0  |                     |            |            |            |  |  |                    |                    |                    |
| W1            | W1                    | St. Louis Blues     | 0  | St. Louis Blues     | 4          |            |            |  |  |                    |                    |                    |
| W1            |                       |                     |    | St. Louis Blues     | 4          |            |            |  |  |                    |                    |                    |
| W3            | Minnesota North Stars | 2                   |    |                     |            |            |            |  |  |                    |                    |                    |
| W3            | Minnesota North Stars | 2                   | W1 | St. Louis Blues     | 4          |            |            |  |  |                    |                    |                    |
|               |                       |                     | W1 | St. Louis Blues     | 4          |            |            |  |  |                    |                    |                    |
|               | W2                    | Pittsburgh Penguins | 2  |                     |            |            |            |  |  |                    |                    |                    |
| W2            | W2                    | Pittsburgh Penguins | 2  | Pittsburgh Penguins | 4          |            |            |  |  |                    |                    |                    |
| W2            |                       |                     |    | Pittsburgh Penguins | 4          |            |            |  |  |                    |                    |                    |
| W4            | Oakland Seals         | 0                   |    |                     |            |            |            |  |  |                    |                    |                    |

## Viertelfinale

### (E1) Chicago Black Hawks – (E3) Detroit Red Wings
| 8. April 1970 | Chicago Black Hawks Pit Martin (17:14) Stan Mikita (27:23) Chico Maki (38:35) Eric Nesterenko (59:31) | 4:2 (1:1, 2:0, 1:1) Spielbericht Stand: 1:0 | Detroit Red Wings Wayne Connelly (2:59) Gordie Howe (48:43) | Chicago Stadium, Chicago, Illinois Zuschauer: 16.666 |

| 9. April 1970 | Chicago Black Hawks Jim Pappin (14:38) Bobby Hull (21:33) Pit Martin (55:20) Dennis Hull (57:42) | 4:2 (1:1, 1:0, 2:1) Spielbericht Stand: 2:0 | Detroit Red Wings Pete Stemkowski (13:01) Bruce MacGregor (49:42) | Chicago Stadium, Chicago, Illinois Zuschauer: 16.666 |

| 11. April 1970 | Detroit Red Wings Nick Libett (22:03) Doug Volmar (51:07) | 2:4 (0:1, 1:2, 1:1) Spielbericht Stand: 0:3 | Chicago Black Hawks Bobby Hull (6:37) Bobby Hull (31:03) Stan Mikita (34:38) Doug Jarrett (59:57) | Detroit Olympia, Detroit, Michigan Zuschauer: 15.390 |

| 12. April 1970 | Detroit Red Wings Gordie Howe (9:31) Nick Libett (34:16) | 2:4 (1:2, 1:1, 0:1) Spielbericht Stand: 0:4 | Chicago Black Hawks Jim Pappin (4:32) Stan Mikita (12:14) Dennis Hull (24:43) Chico Maki (51:26) | Detroit Olympia, Detroit, Michigan Zuschauer: 15.300 |

### (E2) Boston Bruins – (E4) New York Rangers
| 8. April 1970 | Boston Bruins Phil Esposito (3:51) Phil Esposito (9:32) Bobby Orr (24:56) Bobby Orr (27:35) Derek Sanderson (28:19) Phil Esposito (31:44) Wayne Cashman (35:07) Fred Stanfield (42:20) | 8:2 (2:1, 5:0, 1:1) Spielbericht Stand: 1:0 | New York Rangers Jack Egers (19:00) Bob Nevin (55:31) | Boston Garden, Boston, Massachusetts Zuschauer: 14.835 |

| 9. April 1970 | Boston Bruins Jim Lorentz (7:06) John McKenzie (25:39) Johnny Bucyk (39:14) Ken Hodge (41:24) Ed Westfall (43:40) | 5:3 (1:2, 2:0, 2:1) Spielbericht Stand: 2:0 | New York Rangers Jack Egers (13:15) Rod Gilbert (17:15) Tim Horton (46:38) | Boston Garden, Boston, Massachusetts Zuschauer: 14.835 |

| 11. April 1970 | New York Rangers Jean Ratelle (13:07) Walt Tkaczuk (14:24) Rod Gilbert (33:48) Ted Irvine (42:43) | 4:3 (2:1, 1:0, 1:2) Spielbericht Stand: 1:2 | Boston Bruins Bill Speer (9:31) Bobby Orr (45:59) Fred Stanfield (52:07) | Madison Square Garden, New York City, New York Zuschauer: 17.250 |

| 12. April 1970 | New York Rangers Rod Gilbert (3:49) Rod Gilbert (5:00) Dave Balon (31:52) Walt Tkaczuk (51:16) | 4:2 (2:0, 1:1, 1:1) Spielbericht Stand: 2:2 | Boston Bruins Phil Esposito (31:30) Bobby Orr (48:41) | Madison Square Garden, New York City, New York Zuschauer: 17.250 |

| 14. April 1970 | Boston Bruins Bobby Orr (2:44) Phil Esposito (42:20) Phil Esposito (47:59) | 3:2 (1:1, 0:1, 2:0) Spielbericht Stand: 3:2 | New York Rangers Jack Egers (5:18) Orland Kurtenbach (29:49) | Boston Garden, Boston, Massachusetts Zuschauer: 14.835 |

| 16. April 1970 | New York Rangers Brad Park (11:51) | 1:4 (1:0, 0:2, 0:2) Spielbericht Stand: 2:4 | Boston Bruins Bobby Orr (22:48) Wayne Cashman (24:56) Bobby Orr (43:09) Derek Sanderson (47:22) | Madison Square Garden, New York City, New York Zuschauer: 17.250 |

### (W1) St. Louis Blues – (W3) Minnesota North Stars
| 8. April 1970 | St. Louis Blues Ab McDonald (2:29) Red Berenson (5:41) Gary Sabourin (16:50) Terry Crisp (22:00) Ab McDonald (40:53) Terry Crisp (45:28) | 6:2 (3:0, 1:1, 2:1) Spielbericht Stand: 1:0 | Minnesota North Stars Bill Goldsworthy (20:19) Jean-Paul Parisé (50:55) | St. Louis Arena, St. Louis, Missouri Zuschauer: 16.304 |

| 9. April 1970 | St. Louis Blues Gary Sabourin (3:49) Phil Goyette (17:28) | 2:1 (2:0, 0:0, 0:1) Spielbericht Stand: 2:0 | Minnesota North Stars Bob Barlow (54:20) | St. Louis Arena, St. Louis, Missouri Zuschauer: 16.508 |

| 11. April 1970 | Minnesota North Stars Tom Polanic (4:58) Danny O’Shea (15:23) Bill Goldsworthy (48:16) Bill Goldsworthy (56:00) | 4:2 (2:0, 0:1, 2:1) Spielbericht Stand: 1:2 | St. Louis Blues Ab McDonald (21:34) Red Berenson (43:15) | Metropolitan Sports Center, Bloomington, Minnesota Zuschauer: 14.544 |

| 12. April 1970 | Minnesota North Stars Bill Goldsworthy (27:38) Claude Larose (36:54) Tommy Williams (40:58) Bob Barlow (42:12) | 4:0 (0:0, 2:0, 2:0) Spielbericht Stand: 2:2 | St. Louis Blues | Metropolitan Sports Center, Bloomington, Minnesota Zuschauer: 14.877 |

| 14. April 1970 | St. Louis Blues Tim Ecclestone (4:38) Larry Keenan (26:32) Gary Sabourin (37:35) Terry Gray (42:37) Jim Roberts (45:31) Red Berenson (47:08) | 6:3 (1:2, 2:0, 3:1) Spielbericht Stand: 3:2 | Minnesota North Stars Jean-Paul Parisé (1:38) Jean-Paul Parisé (8:46) Charlie Burns (49:06) | St. Louis Arena, St. Louis, Missouri Zuschauer: 17.208 |

| 16. April 1970 | Minnesota North Stars Barry Gibbs (4:35) Ray Cullen (34:54) | 2:4 (1:1, 1:2, 0:1) Spielbericht Stand: 2:4 | St. Louis Blues Ab McDonald (7:42) Ab McDonald (30:17) Red Berenson (31:04) Larry Keenan (42:53) | Metropolitan Sports Center, Bloomington, Minnesota Zuschauer: 14.908 |

### (W2) Pittsburgh Penguins – (W4) Oakland Seals
| 8. April 1970 | Pittsburgh Penguins Jean Pronovost (1:05) Nick Harbaruk (52:47) | 2:1 (1:1, 0:0, 1:0) Spielbericht Stand: 1:0 | Oakland Seals Gerry Ehman (9:26) | Civic Arena, Pittsburgh, Pennsylvania Zuschauer: 18.051 |

| 9. April 1970 | Pittsburgh Penguins Nick Harbaruk (31:00) Wally Boyer (31:34) Dunc McCallum (51:41) | 3:1 (0:1, 2:0, 1:0) Spielbericht Stand: 2:0 | Oakland Seals Gary Jarrett (7:13) | Civic Arena, Pittsburgh, Pennsylvania Zuschauer: 7.253 |

| 11. April 1970 | Oakland Seals Earl Ingarfield (3:29) Ted Hampson (42:22) | 2:5 (1:0, 0:3, 1:2) Spielbericht Stand: 0:3 | Pittsburgh Penguins Nick Harbaruk (25:20) Ken Schinkel (27:58) Jean Pronovost (31:38) Ken Schinkel (49:33) Ken Schinkel (54:09) | Oakland–Alameda County Coliseum Arena, Oakland, Kalifornien Zuschauer: 8.819 |

| 12. April 1970 | Oakland Seals Carol Vadnais (2:34) Carol Vadnais (24:34) | 2:3 n. V. (1:1, 1:1, 0:0, 0:1) Spielbericht Stand: 0:4 | Pittsburgh Penguins Dean Prentice (7:37) Bob Woytowich (26:22) Michel Brière (68:28) | Oakland–Alameda County Coliseum Arena, Oakland, Kalifornien Zuschauer: 5.299 |

## Halbfinale

### (E1) Chicago Black Hawks – (E2) Boston Bruins
| 19. April 1970 | Chicago Black Hawks Dennis Hull (28:26) Jim Pappin (37:00) Stan Mikita (50:39) | 3:6 (0:2, 2:2, 1:2) Spielbericht Stand: 0:1 | Boston Bruins Phil Esposito (12:28) Phil Esposito (16:01) Johnny Bucyk (25:11) Phil Esposito (34:59) John McKenzie (41:00) Ken Hodge (48:45) | Chicago Stadium, Chicago, Illinois Zuschauer: 16.666 |

| 19. April 1970 | Chicago Black Hawks Bill White (42:18) | 1:4 (0:1, 0:2, 1:1) Spielbericht Stand: 0:2 | Boston Bruins Bobby Orr (5:08) John McKenzie (30:32) Don Marcotte (33:09) Phil Esposito (45:02) | Chicago Stadium, Chicago, Illinois Zuschauer: 16.666 |

| 23. April 1970 | Boston Bruins Wayne Carleton (8:50) Johnny Bucyk (23:28) Wayne Cashman (26:17) Johnny Bucyk (33:07) Phil Esposito (59:39) | 5:2 (1:2, 3:0, 1:0) Spielbericht Stand: 3:0 | Chicago Black Hawks Cliff Koroll (6:33) Pit Martin (19:45) | Boston Garden, Boston, Massachusetts Zuschauer: 14.870 |

| 26. April 1970 | Boston Bruins Don Marcotte (13:14) Johnny Bucyk (17:00) Fred Stanfield (35:40) Ken Hodge (55:19) John McKenzie (58:19) | 5:4 (2:0, 1:3, 2:1) Spielbericht Stand: 4:0 | Chicago Black Hawks Keith Magnuson (25:07) Dennis Hull (29:20) Dennis Hull (33:10) Bryan Campbell (44:10) | Boston Garden, Boston, Massachusetts Zuschauer: 14.835 |

### (W1) St. Louis Blues – (W2) Pittsburgh Penguins
| 19. April 1970 | St. Louis Blues Gary Sabourin (27:12) Phil Goyette (28:10) Red Berenson (32:58) | 3:1 (0:0, 3:0, 0:1) Spielbericht Stand: 1:0 | Pittsburgh Penguins Ken Schinkel (42:10) | St. Louis Arena, St. Louis, Missouri Zuschauer: 16.849 |

| 21. April 1970 | St. Louis Blues Jean-Guy Talbot (0:31) Larry Keenan (9:07) Phil Goyette (15:35) Frank St. Marseille (49:36) | 4:1 (3:0, 0:0, 1:1) Spielbericht Stand: 2:0 | Pittsburgh Penguins Michel Brière (45:58) | St. Louis Arena, St. Louis, Missouri Zuschauer: 16.857 |

| 23. April 1970 | Pittsburgh Penguins Dean Prentice (5:22) Jean Pronovost (27:07) Michel Brière (30:30) | 3:2 (1:0, 2:0, 0:2) Spielbericht Stand: 1:2 | St. Louis Blues Larry Keenan (41:41) Larry Keenan (45:56) | Civic Arena, Pittsburgh, Pennsylvania Zuschauer: 12.923 |

| 26. April 1970 | Pittsburgh Penguins Duane Rupp (7:06) Michel Brière (26:34) | 2:1 (1:0, 1:1, 0:0) Spielbericht Stand: 2:2 | St. Louis Blues André Boudrias (25:05) | Civic Arena, Pittsburgh, Pennsylvania Zuschauer: 12.962 |

| 28. April 1970 | St. Louis Blues Frank St. Marseille (11:56) André Boudrias (15:59) Frank St. Marseille (25:26) Tim Ecclestone (37:18) Frank St. Marseille (45:17) | 5:0 (2:0, 2:0, 1:0) Spielbericht Stand: 3:2 | Pittsburgh Penguins | St. Louis Arena, St. Louis, Missouri Zuschauer: 16.872 |

| 30. April 1970 | Pittsburgh Penguins Duane Rupp (13:42) Ron Schock (24:24) Michel Brière (46:17) | 3:4 (1:0, 1:1, 1:3) Spielbericht Stand: 2:4 | St. Louis Blues Red Berenson (27:37) Bill McCreary (45:26) Tim Ecclestone (46:57) Larry Keenan (54:25) | Civic Arena, Pittsburgh, Pennsylvania Zuschauer: 12.403 |

## Stanley-Cup-Finale

### (W1) St. Louis Blues – (E2) Boston Bruins
| 3. Mai 1970 | St. Louis Blues Jim Roberts (21:52) | 1:6 (0:1, 1:1, 0:4) Spielbericht Stand: 0:1 | Boston Bruins Johnny Bucyk (19:45) Johnny Bucyk (25:16) Wayne Carleton (44:59) Johnny Bucyk (45:31) Derek Sanderson (57:20) Phil Esposito (58:58) | St. Louis Arena, St. Louis, Missouri Zuschauer: 16.715 |

| 5. Mai 1970 | St. Louis Blues Terry Gray (37:26) Frank St. Marseille (44:15) | 2:6 (0:3, 1:1, 1:2) Spielbericht Stand: 0:2 | Boston Bruins Fred Stanfield (8:10) Ed Westfall (13:38) Ed Westfall (19:15) Derek Sanderson (29:37) Derek Sanderson (40:58) Johnny Bucyk (55:00) | St. Louis Arena, St. Louis, Missouri Zuschauer: 17.006 |

| 7. Mai 1970 | Boston Bruins Johnny Bucyk (13:23) John McKenzie (18:23) Wayne Cashman (43:26) Wayne Cashman (54:26) | 4:1 (2:1, 0:0, 2:0) Spielbericht Stand: 3:0 | St. Louis Blues Frank St. Marseille (5:32) | Boston Garden, Boston, Massachusetts Zuschauer: 14.835 |

| 10. Mai 1970 | Boston Bruins Rick Smith (5:28) Phil Esposito (34:22) Johnny Bucyk (53:18) Bobby Orr (60:40) | 4:3 n. V. (1:1, 1:1, 1:1, 1:0) Spielbericht Stand: 4:0 | St. Louis Blues Red Berenson (19:17) Gary Sabourin (23:22) Larry Keenan (40:19) | Boston Garden, Boston, Massachusetts Zuschauer: 14.835 |

### Stanley-Cup-Sieger
| Stanley-Cup-Sieger Boston Bruins | Torhüter: John Adams, Gerry Cheevers, Eddie Johnston Verteidiger: Don Awrey, Gary Doak, Ted Green, Bobby Orr, Dallas Smith, Rick Smith, Bill Speer Angreifer: Garnet Bailey, Ivan Boldirev, Johnny Bucyk, Wayne Cashman, Wayne Carleton, Phil Esposito, Ken Hodge, Bill Lesuk, Jim Lorentz, Don Marcotte, John McKenzie, Ron Murphy, Derek Sanderson, Danny Schock, Fred Stanfield, Ed Westfall Cheftrainer: Harry Sinden General Manager: Milt Schmidt |

## Beste Scorer
Abkürzungen: GP = Spiele, G = Tore, A = Assists, Pts = Punkte, +/− = Plus/Minus, PIM = Strafminuten; Fett: Bestwert
| Spieler             | Team      | GP | G  | A  | Pts | +/− | PIM |
| ------------------- | --------- | -- | -- | -- | --- | --- | --- |
| Phil Esposito       | Boston    | 14 | 13 | 14 | 27  | +12 | 16  |
| Bobby Orr           | Boston    | 14 | 9  | 11 | 20  | +24 | 14  |
| Johnny Bucyk        | Boston    | 14 | 11 | 8  | 19  | +13 | 2   |
| John McKenzie       | Boston    | 14 | 5  | 12 | 17  | +12 | 35  |
| Fred Stanfield      | Boston    | 14 | 4  | 12 | 16  | +10 | 6   |
| Ab McDonald         | St. Louis | 16 | 5  | 10 | 15  | +1  | 13  |
| Phil Goyette        | St. Louis | 16 | 3  | 11 | 14  | +5  | 6   |
| Larry Keenan        | St. Louis | 16 | 7  | 6  | 13  | +3  | 0   |
| Frank St. Marseille | St. Louis | 15 | 6  | 7  | 13  | −2  | 4   |
| Ken Hodge           | Boston    | 14 | 3  | 10 | 13  | +11 | 17  |

## Beste Torhüter
Die kombinierte Tabelle zeigt die jeweils drei besten Torhüter in den Kategorien Gegentorschnitt und Fangquote sowie die jeweils Führenden in den Kategorien Shutouts und Siege.
Abkürzungen: GP = Spiele, Min = Eiszeit (in Minuten), W = Siege, L = Niederlagen, GA = Gegentore, SO = Shutouts, Sv% = gehaltene Schüsse (in %), GAA = Gegentorschnitt; Fett: Bestwert; Sortiert nach Gegentorschnitt.
Erfasst werden nur Torhüter mit 180 absolvierten Spielminuten.
| Spieler        | Team       | GP | Min    | W  | L | GA | SO | Sv%  | GAA  |
| -------------- | ---------- | -- | ------ | -- | - | -- | -- | ---- | ---- |
| Jacques Plante | St. Louis  | 6  | 322:37 | 4  | 1 | 8  | 1  | 93,6 | 1,49 |
| Cesare Maniago | Minnesota  | 3  | 180:00 | 1  | 2 | 6  | 1  | 94,1 | 2,00 |
| Les Binkley    | Pittsburgh | 7  | 428:28 | 5  | 2 | 15 | 0  | 92,4 | 2,10 |
| Gerry Cheevers | Boston     | 13 | 779:47 | 12 | 1 | 29 | 0  | 92,5 | 2,23 |